# (6382) 1988 EL
(6382) 1988 EL (1988 EL, 1983 EC1) — астероїд головного поясу, відкритий 14 березня 1988 року.
Тіссеранів параметр щодо Юпітера — 3,973.